# Armide (1821)
Pour les autres navires du même nom, voir Armide (navire).

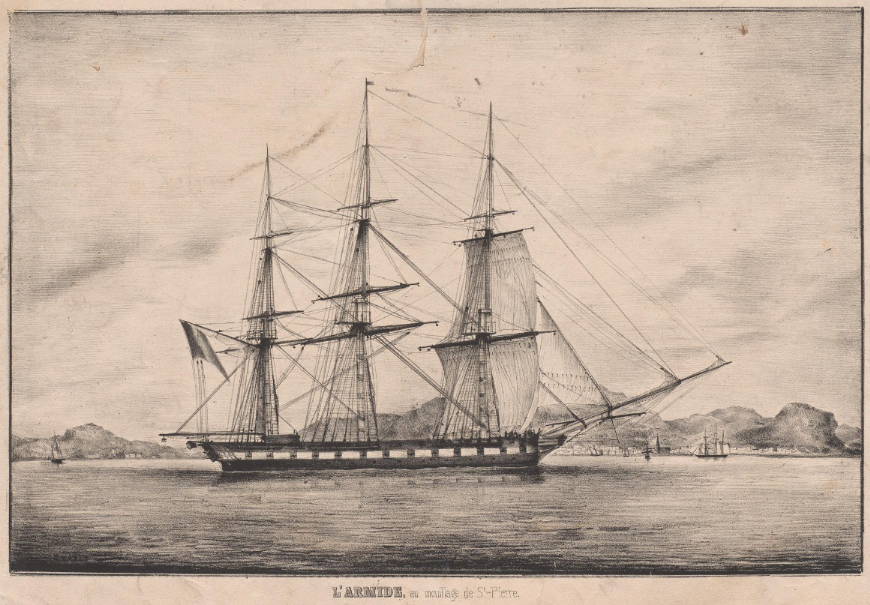
L'Armide au mouillage de Saint-Pierre (Gustave Labat)

L'Armide était une  frégate à voiles de second rang de type XVIII, lancée en 1821 et démolie en 1888.

## Classe Thétis
Ces frégates de 800 tonneaux furent produites sur des plans de Jacques-Noël Sané pour la classe Vénus de 1781. Elles avaient un équipage de 327 hommes réduit à 110 en cas de reconversion en transport et ne gardaient alors que deux canons.
En 1817 l'armement était de 28 canons de 18 livres, 14 caronades de 24 et 2 caronades de 8. En 1829 son armement fut augmenté 28 canons de 18 livres, 16 caronades de 24 et 2 caronades de 18.

## Histoire
Mise en chantier à Nantes en juin 1812, elle est acheminée sur Lorient en septembre 1814 pour y être achevée. Lancée le 1er mai 1821, elle appareille pour son premier voyage vers le Brésil. Le 27 avril 1823 elle se trouve à l'île Bourbon, dans l'océan Indien.
Commandée par le capitaine de vaisseau Hugon, elle participe à la bataille de Navarin en 1827, détruisant quatre corvettes turques et capturant la Sultania ; le 1er novembre 1828 elle participe à l'attaque du château de Morée. 
À la suite d'une épidémie de fièvre jaune elle devient un navire-hôpital en 1832. Partant de l'Île Bourbon, elle arrive à Brest le 30 novembre 1848, puis gagne les Antilles. Elle repart en 1852 pour les Antilles sous le commandement du capitaine de frégate Bizien en passant par le Sénégal et Cayenne ; elle y est convertie en transport en 1853 et fait plusieurs voyages entre Brest et Cayenne pour y acheminer des condamnés au Bagne. 
Elle est condamnée le 22 décembre 1864 et devient un navire école et un magasin à Rochefort, où elle est renommée Entrepôt en 1866. Après un dernier aller-retour pour Brest en février 1869, elle est démolie en 1888.